# Maria Tymoteusz Kowalski

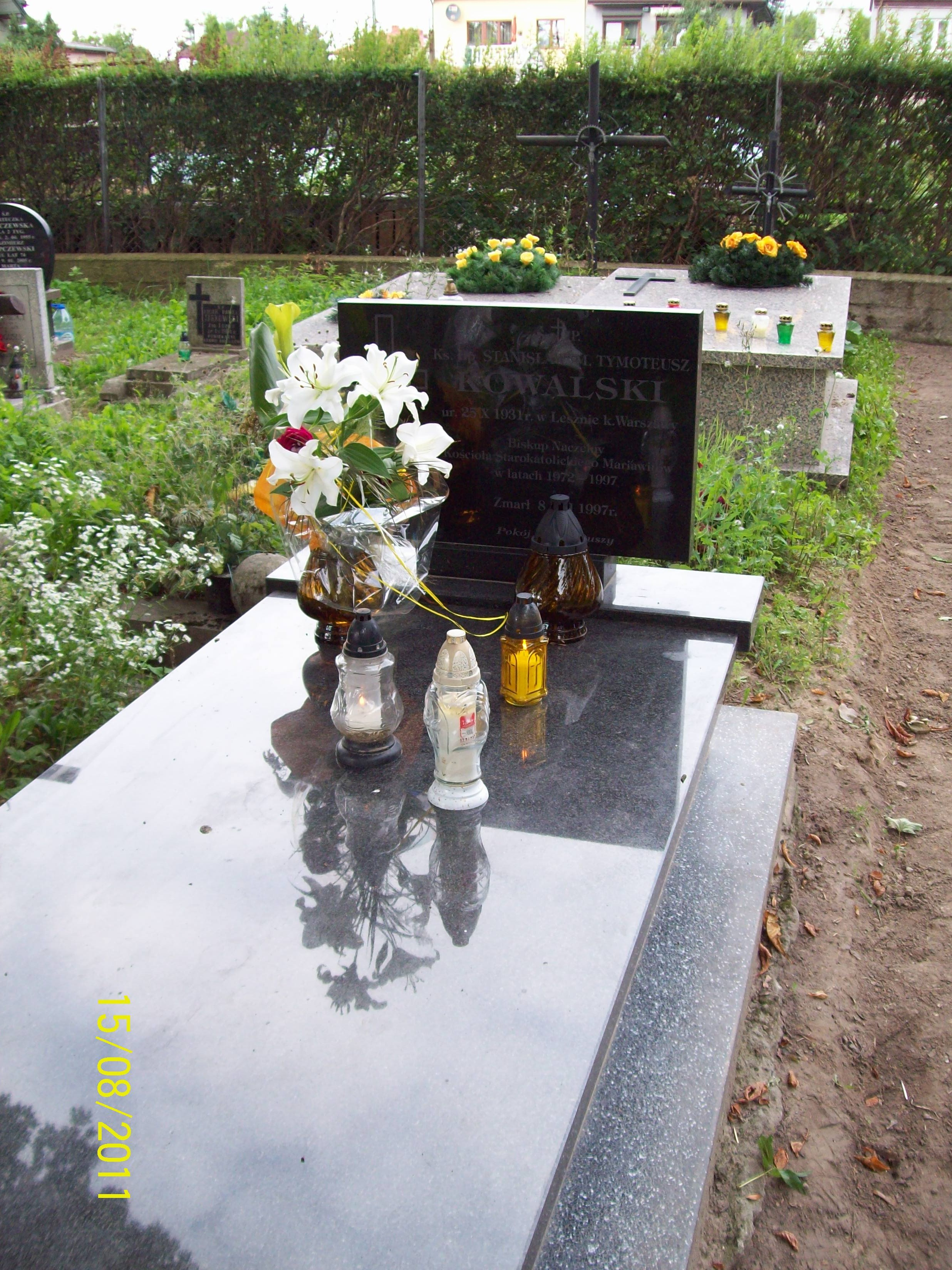
Nagrobek Biskupa Marii Tymoteusza Kowalskiego na cmentarzu mariawickim w Płocku.

Stanisław Maria Tymoteusz Kowalski (ur. 25 października 1931 w Lesznie, zm. 8 sierpnia 1997 w Płocku) – biskup Kościoła Starokatolickiego Mariawitów pełniący w latach 1972–1997 funkcję Biskupa Naczelnego tego Kościoła. W latach 1954–1972 proboszcz parafii żeliszewskiej.

## Życiorys
Stanisław Kowalski urodził się 25 października 1931 w Lesznie koło Warszawy, w robotniczej rodzinie mariawickiej. Po ukończeniu Seminarium Duchownego w Płocku, wyświęcony został w 1954 przez biskupa Marię Bartłomieja Przysieckiego na kapłana i zaraz objął funkcję proboszcza w Żeliszewie Dużym. 
Dnia 3 września 1971 został wybrany przez Kapitułę Generalną Kapłanów Mariawitów na biskupa elekta. Święcenia biskupie odbyły się 6 sierpnia 1972 w Płocku. Głównym konsekratorem był biskup Maria Andrzej Jałosiński. W tym też roku biskup Maria Tymoteusz objął funkcję Biskupa Naczelnego, ale jeszcze przez wiele lat mieszkał w Żeliszewie Dużym. Troszczył się o zachowanie przez Kościół depozytu wiary. Wyświęcił 4 biskupów i kilkunastu kapłanów. Zmarł w wieku 66 lat, 8 sierpnia 1997 w szpitalu w Płocku. Pochowany został na tutejszym cmentarzu mariawickim. Biskup Maria Tymoteusz przeżył 43 lata w kapłaństwie, biskupem był przez 25 lat i tyle samo sprawował urząd biskupa naczelnego.